# Languilla
Languilla es un municipio y localidad española de la provincia de Segovia, en la comunidad autónoma de Castilla y León. Linda con la provincia de Soria. Cuenta con una población de 84 habitantes (INE 2024). La actividad económica principal en el municipio es la agricultura y la ganadería.

## Geografía
En su término municipal confluyen los ríos Aguisejo y Riaza, en cuyas veredas crece vegetación de rivera con álamos, chopos, fresnos, saúcos, espinos y madreselva.
Fuera del cauce de los ríos el paisaje está dominado por tierras de cultivo de cereal y páramos de una dura belleza con vegetación de hojas que permiten el máximo aprovechamiento del agua, como la sabina, la encina, el quejigo y plantas aromáticas como espliegos, tomillos, mejorana y salvias.

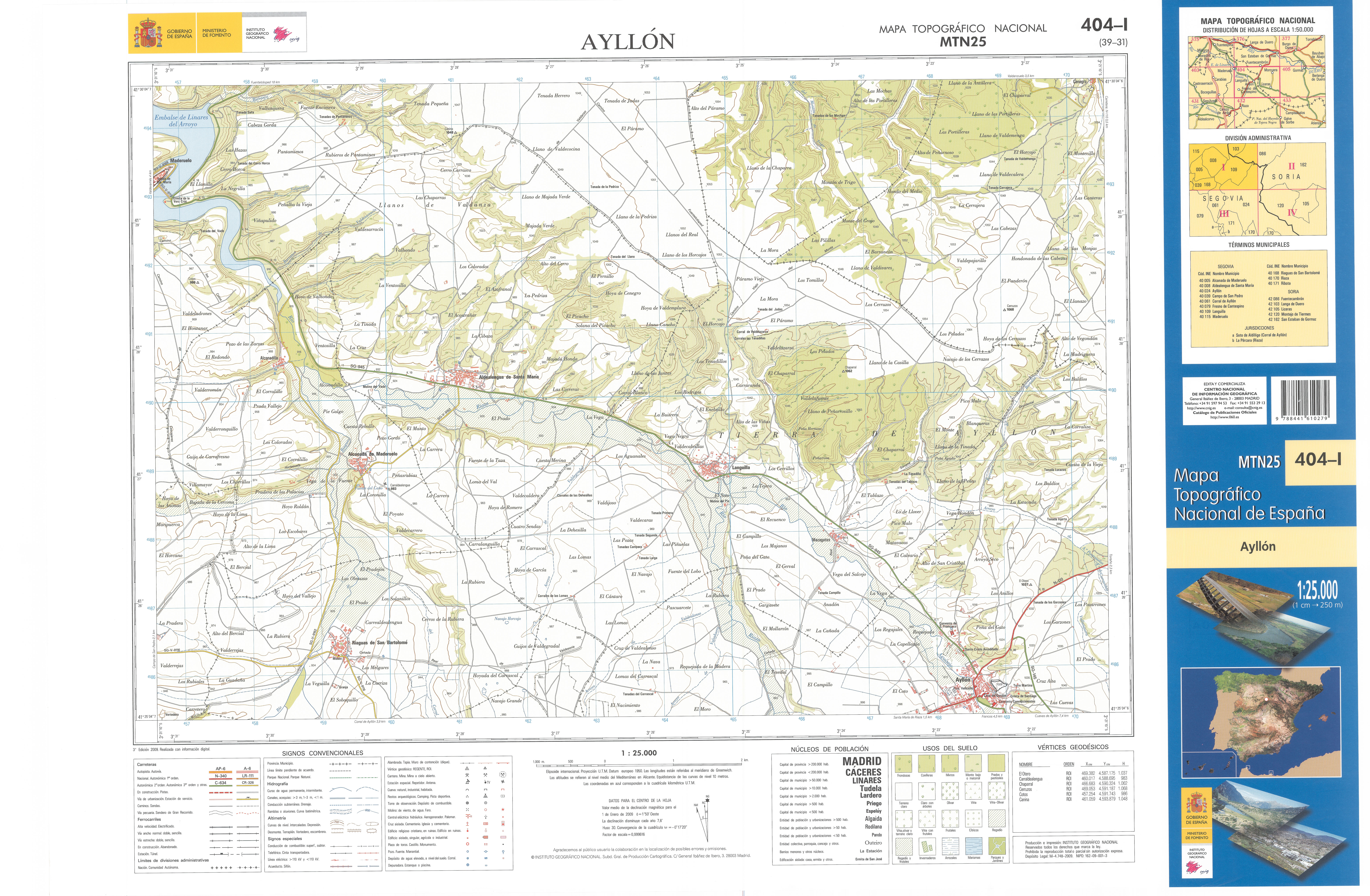
Fragmento de la hoja 404 del Mapa Topográfico Nacional de España de 2009 en el que se representa Languilla

| Noroeste: Maderuelo, Aldealengua de Santa María        | Norte: Langa de Duero (Soria) | Noreste: Fuentecambrón (Soria) |
| Oeste: Alconada de Maderuelo, Riaguas de San Bartolomé |                               | Este: Ayllón                   |
| Suroeste: Corral de Ayllón                             | Sur: Ayllón                   | Sureste: Ayllón                |

## Historia
Su origen es medieval, como ya se intuye en su nombre, se creó a partir de repobladores procedentes de la cercana Langa de Duero (Soria). Estuvo integrada en la Comunidad de Villa y Tierra de la cercana Ayllón.

## Geografía humana

### Demografía
Cuenta con una población de 84 habitantes (INE 2024).
| Gráfica de evolución demográfica de Languilla entre 1842 y 2021 |
| |
| Población de derecho según los censos de población del INE Población de hecho según los censos de población del INEEntre el censo de 1857 y el anterior, crece el término del municipio porque incorpora a 405023 (Mazagatos) |

### Población por núcleos
Desglose de población según el Padrón Continuo por Unidad Poblacional del INE.
| Núcleos   | Habitantes (2024) |
| --------- | ----------------- |
| Languilla | 55                |
| Mazagatos | 29                |

### Comunicaciones
Cómo llegar: desde Ayllón (N-110): Desvío a Mazagatos y Languilla (carretera a Aranda de Duero - SG-945).

## Administración y política
| Periodo   | Nombre                                                               | Partido | Partido   |
| --------- | -------------------------------------------------------------------- | ------- | --------- |
| 1979-1983 | Venancio Bernal Asenjo                                               |         | UCD       |
| 1983-1987 | Venancio Bernal Asenjo                                               |         | AP-PDP-UL |
| 1987-1991 | Venancio Berzal Asenjo (1987-1989)Carlos Quintana Benito (1989-1991) |         | PDP       |
| 1991-1995 | Venancio Bernal Asenjo                                               |         | PP        |
| 1995-1999 | Gerardo Ayuso Ramírez                                                |         | PP        |
| 1999-2003 | Alfonso Martín Jimeno                                                |         | PP        |
| 2003-2007 | Alfonso Martín Jimeno                                                |         | PP        |
| 2007-2011 | Óscar Ramírez García                                                 |         | PP        |
| 2011-2015 | Óscar Ramírez García                                                 |         | PP        |
| 2015-2019 | Óscar Ramírez García                                                 |         | PP        |
| 2019-2023 | Óscar Ramírez García                                                 |         | PP        |
| 2023-act. | Óscar Ramírez García                                                 |         | PP        |

Elecciones a la Diputación Provincial
El municipio pertenece al distrito electoral del partido judicial de Riaza en la Diputación Provincial de Segovia.

## Cultura

### Patrimonio

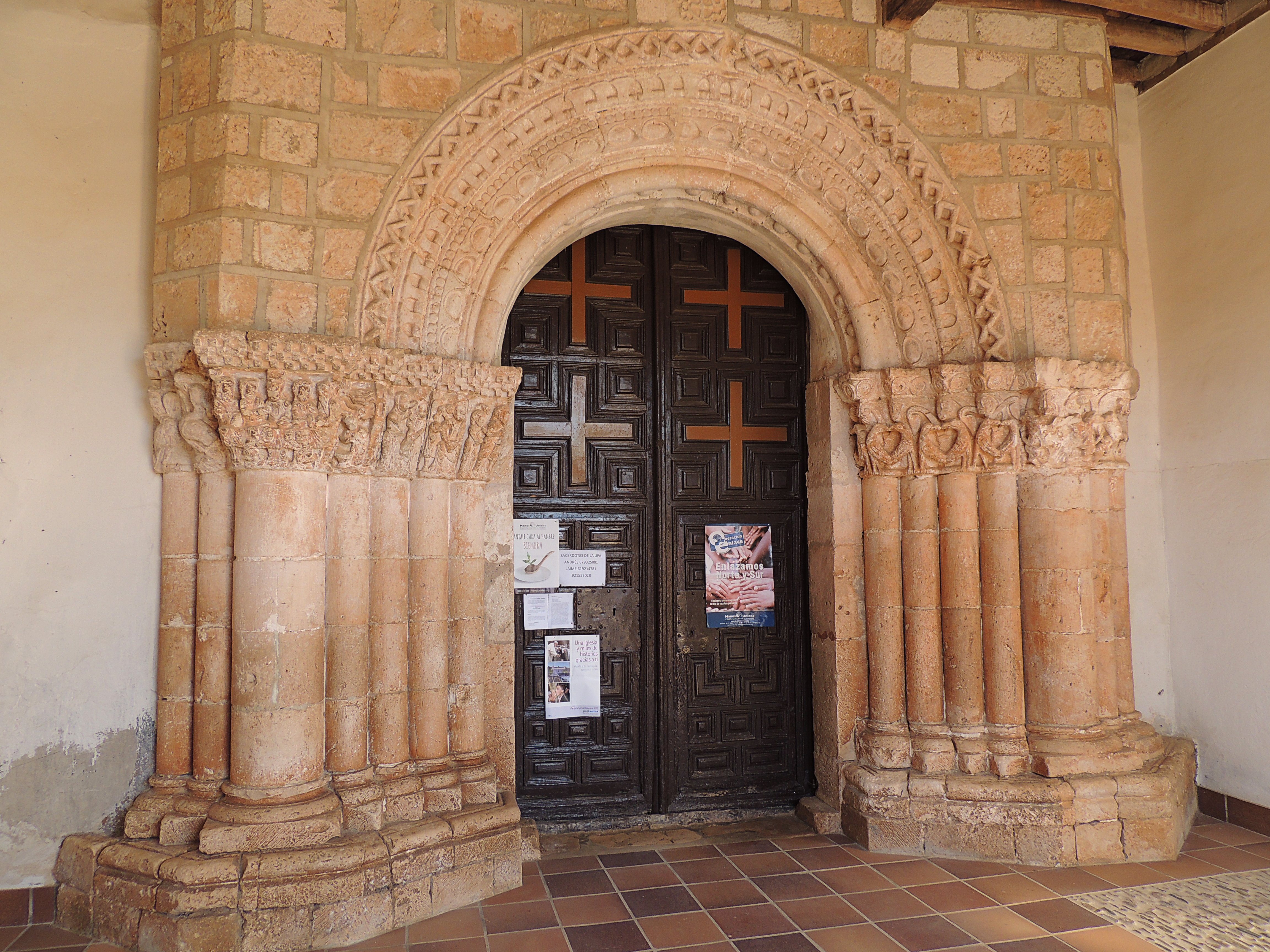
Portada de la iglesia de San Miguel Arcángel

Cabe destacar la iglesia parroquial, dedicada a San Miguel Arcángel, que conserva de su época románica una espléndida portada de arquivoltas sustentadas con bellos capiteles figurados en los que se representan escenas de Adán y Eva en el paraíso, la Matanza de los Inocentes y la decapitación de San Juan Bautista, por mencionar algunos, y que se cree que son obra de los mismos maestros canteros que intervinieron en la catedral de El Burgo de Osma. Dentro del templo hay varios retablos y una cruz procesional realizada en Sigüenza en el último tercio del siglo XVI.

### Fiestas
- San Miguel Arcángel (8 de mayo).
- Ntra. Sra. del Rosario (5 de octubre).
- Santo Cristo de La Salud (segundo domingo de septiembre).